# La Revue de Prométhée
La Revue de Prométhée était un journal mensuel édité à Paris de 1926 à 1940 par le journaliste géorgien Georges Gvazava, puis par l'homme d'État ukrainien Alexandre Choulguine. Elle était l'organe de défense nationale des peuples du Caucase, de la Géorgie, de l'Ukraine et de la Pologne. Le titre reprenait les idéaux du prométhéisme prônait par le Polonais Józef Piłsudski qui se diffusait en Europe de l'Est durant l'entre-deux-guerres

## Présentation
La Revue de Prométhée parut dans la période de l'entre-deux-guerres par des personnalités politiques exilés notamment en France. La revue s'intitula d'abord Prométhée, mais en 1938, elle prit le nom de Revue de Prométhée. 
La revue éditait des articles sur les affaires politiques et aux problèmes du nationalisme dans les pays de l'Est européen, de l'Asie centrale et septentrionale. Le journal s'est également consacré à la culture et à l'histoire des peuples non russes sous domination soviétique, en particulier celle des Ukrainiens.
Aujourd'hui, le Palais des Orbeliani, qui sert de palais présidentiel de la Géorgie, contient la Salle Prométhée en honneur de la revue.

## Sources
1. ↑  Données de la Bibliothèque nationale de France
2. ↑  Numéros consultables à la BNF
3. ↑  La Revue de Prométhée, Encyclopédie ukrainienne